# Ron Westerkamp
Ron Westerkamp (1942) is een voormalig korfballer en korfbalcoach.

## Spelerscarrière
Westerkamp speelde bij PAMS. Met deze ploeg promoveerde hij in 1971 in de zaalcompetitie naar de Hoofdklasse. Daar overleefde de promovendus in seizoen 1971-1972 het eerste jaar op het hoogste niveau.
In 1974 degradeerde PAMS uit de Hoofdklasse zaalcompetitie. Westerkamp stopte als speler in 1975 op 33-jarige leeftijd.

## Coach
Nog toen hij speler was bij PAMS werd Westerkamp coach. Van 1974 t/m 1976 was zijn eerste coachingsklus bij het Rotterdamse Sperwers .
De ploeg speelde niet in de top van Nederland.

### HKV
Van 1976 t/m 1978 was Westerkamp de coach van HKV. Deze ploeg speelde in de zaalcompetitie wel in de Hoofdklasse en zat in 1976, vlak voor de aanstelling van Westerkamp al dicht tegen een finaleplek aan. Echter liep Westerkamps eerste seizoen bij HKV, 1976-1977 uit op een teleurstelling. De ploeg behaalde slechts 13 punten en werd hiermee 6e in de Hoofdklasse B.
In het seizoen erna deed de ploeg nagenoeg hetzelfde ; met 10 punten belandde het op plek 6.

### Deetos
In 1978 verruilde Westerkamp van club en werd de nieuwe coach van Deetos. Hij verving hier vertrekkend coach Jan Wals.
In seizoen 1978-1979 werd Deetos uiteindelijk 2e in de zaalcompetitie, net achter AKC Blauw-Wit waardoor het nipt de zaalfinale miste. In de veldcompetitie was Deetos een middenmoter.

### PKC deel 1
Na 1 seizoen bij Deetos verruilde Westerkamp van club met collega Anton Mulders. Westerkamp ging van Deetos naar PKC en Mulders deed het andersom.
PKC was in 1979 Nederlands veldkampioen geworden en wilde met Westerkamp meer titels pakken.
Aangezien PKC in 1979 landskampioen op het veld was geworden, was de eerste taak van Westerkamp de Europacup van 1979. In dit toernooi deden de veldkampioenen van België, Engeland en Duitsland mee. In de eerste ronde versloeg PKC met 13-3 het Britse Mitcham en in de finale won het met 13-8 van het Belgische Borgerhout. Zodoende was PKC Europees kampioen en begon Westerkamp zijn carrière bij PKC met een prijs.
In Westerkamps eerste seizoen bij PKC, seizoen 1979-1980 behaalde de ploeg in de zaalcompetitie 19 punten in de Hoofdklasse B. Dit was voldoende om zich te plaatsen voor de zaalfinale. In de zaalfinale was het een weerzien met zijn oude ploeg, Deetos. Zo stond Westerkamp als coach oog in oog met coach Anton Mulders met wie hij van club was gewisseld. In een spannende finale stond het na de reguliere speeltijd 15-15. Uiteindelijk werd de wedstrijd beslist door middel van strafworpen en Deetos won.
In de veldcompetitie verzamelde PKC 29 punten en bleef hiermee de nummer 1 in de Hoofdklasse. Hierdoor was PKC Nederlands veldkampioen.
Voor aanvang van het nieuwe seizoen werd er weer de Europacup gespeeld. PKC won ruim in de eerste ronde en speelde in de finale tegen het Duitse Adler Rauxel maar won ook hier gemakkelijk met 14-4. De tweede Europacup titel voor Westerkamp was gewonnen.
In seizoen 1980-1981 plaatste PKC zich net niet voor de zaalfinale, maar werd het wel 2e in de Hoofdklasse B. Op het veld werd PKC wel kampioen, met 29 punten uit 18 wedstrijden.
Na 2 seizoenen bij PKC stapte Westerkamp op PKC. Karel Verschoor werd er de nieuwe coach.

### PAMS, Sperwers en het Zuiden
Voor seizoen 1982-1983 was Westerkamp de nieuwe coach bij PAMS, de club waar hij als speler speelde. In de zaalcompetitie deed PAMS ook mee in de Hoofdklasse, maar bleef de ploeg steken op een 5e plek.
Van 1983 t/m 1986 was Westerkamp de coach van Sperwers, waar hij eerder coach was geweest. Deze ploeg speelde niet in de Hoofdklasse.
In 1986 verruilde Westerkamp van club en ging naar Het Zuiden. Hier verving hij vertrekkend coach Bert Boogaard. De ploeg speelde in de 1e Klasse, maar onder Westerkamp promoveerde het naar de Overgangsklasse.

### PKC deel 2
In 1988 was PKC op zoek naar een nieuwe coach, want Anton Mulders vertrok terug naar Deetos. Terwijl Mulders zelf bij het bestuur van PKC had aangedrongen op de aanstelling van zijn assistant Martin Langendoen als zijn opvolger koos PKC voor Westerkamp.
Seizoen 1988-1989 was een bijzonder jaar voor PKC. Zo had Westerkamp in februari 1989 een conflict met Shirley Eilbracht wat voor veel onrust in de ploeg zorgde. Het bestuur bracht de 2 terug bij elkaar en PKC pakte de draad op. In de zaalcompetitie behaalde PKC 21 punten en stond na de competitie op een gedeelde 1e plaats, samen met streekgenoot Deetos. Om te bepalen welke ploeg eerste zou worden en zich dus zou plaatsen voor de zaalfinale, moest er een beslissingswedstrijd worden gespeeld. Deze werd gewonnen door PKC met 12-10. 
In de zaalfinale van 1989 trof PKC Oost-Arnhem. PKC won uiteindelijk met 11-8 en was zodoende Nederlands zaalkampioen. In de veldcompetitie deed PKC het ook goed, want het bleef concurrent Deetos met 1 punt voor op de ranglijst en plaatste zich zo voor de veldfinale. In de veldfinale was ROHDA de tegenstander en in de finaleserie (best of 3) won PKC in 2 wedstrijden, waardoor het in 1 seizoen zowel zaal- als veldkampioen was geworden.
In seizoen 1989-1990 verliep het allemaal wat anders voor PKC. Europees gezien ging het goed, want in januari speelde PKC de Europacup van 1990. PKC plaatste zich gemakkelijk voor de finale, waarin het de Belgische tegenstander Catba tegen kwam. In een moeizame finale won PKC met 11-9.
In eigen competitie werd PKC 3e in de zaal, waardoor het de zaaltitel niet kon prolongeren. Op het veld werd de ploeg net 2e in de Hoofdklasse A waardoor het zich net plaatste voor de play-offs. In de play-off verloor PKC met een schamele 8-5 van Deetos, waardoor het ook geen veldfinale kon spelen.
Seizoen 1990-1991 begon en al vrij snel in het seizoen meldde Westerkamp dat dit zijn laatste seizoen bij PKC zou zijn. Het bestuur van PKC was hier echter niet blij mee, want dit nieuws zorgde voor onrust in de ploeg en daarnaast moest het bestuur al aan het begin van het seizoen op zoek naar een nieuwe coach. In de competitie werd PKC zowel in de zaal als op het veld 3e en deed niet mee om de prijzen. In eerste instantie zou de opvolger van Westerkamp Jan Wals zijn, maar deze haakte toch af. Uiteindelijk werd Ben Crum zijn opvolger.

## Erelijst
- Nederlands kampioen veldkorfbal, 3x (1980, 1981, 1989)
- Europacup kampioen veldkorfbal, 2x (1979, 1980)
- Nederlands kampioen zaalkorfbal, 1x (1989)
- Europacup kampioen zaalkorfbal, 1x (1990)